# 皮姆利科圣救主堂
皮姆利科圣救主堂（St Saviour's）是英国伦敦的一座圣公会教堂，位于西敏市皮姆利科圣乔治广场北端。它建于19世纪60年代，威斯敏斯特侯爵委托托马斯·丘比特开发这一地区。建筑师托马斯 Cundy此前曾设计附近的哥特式建筑皮姆利科圣加百列堂。该建筑是二级保护建筑。
该堂于1863年6月16日奠基，1864年7月16日献堂。其尖顶高51.8米，是当时伦敦最高的之一。